# Arne Walderhaug
Arne Walderhaug (* 21. září 1949 Oslo) je norský fotograf, novinář a editor.

## Životopis
Vystudoval fotografii na West Surrey College of Art and Design v Anglii. V 80. letech byl vedoucím Asociace svobodných fotografů a Fotogalerie v Oslu. Je zastoupen ve sbírkách Bibliotheque Nationale Paris, muzea Preus a sbírky Roberta Meyera.
Svou novinářskou práci začal na volné noze pro Adresseavisen, Akershus Arbeiderblad a Dagbladet. Od roku 1984 do roku 1990 byl redaktorem časopisu Fritt Fram. V roce 1990 založil noviny Blikk jako první nezávislé noviny pro gaye a lesby. Do roku 2002 pro noviny pracoval a kde byl také redaktorem. V roce 2000 finančník Christen Sveaas investoval do Blikku, který byl poté přepracován a znovu spuštěn jako časopis. V roce 1999 získal také cenu Gay Honor Award.
Později Walderhaug byl vedoucím události Oslo Gay pride (–2004) a Europride Oslo 2005. Pracoval také pro společnost HivNorge. V letech 2007–2017 byl mezinárodním poradcem v Národní asociaci leseb, gayů, bisexuálů a translidí (LLH) s odpovědností za LLH projekty založené na spolupráci v Jižní Asii, a mimo jiné byl vedoucím projektu pro společný podnik mezi společností Blue Diamond (BDS) v Káthmándú v Nepálu a LLH, financovaný společností Norad. Od května 2013 do května 2014 byl Walderhaug úřadující generální tajemník HivNorge.
Walderhaug je spojen s obrazovou agenturou Samfoto.

## Výstavy
- 1979 Fotogalleriet, Oslo.
- 1979 Galleri Helga, Kongsvinger.
- 1979 Aurskog-Høland kunstforening, Aurskog.
- 1979 Bryggen Museum, Bergen.
- 1979 Kongsberg kunstforening, Kongsberg.
- 1980 Nikon Fotogallerie, Curych, Švýcarsko.
- 1980 Bærum kunstforening, Sandvika.
- 2018 Grenland kunsthall, Porsgrunn.

Později se Walderhaug účastnil několika skupinových výstav, včetně v Bergen Museu a muzeu ve Stenersenu.